# يوسكي أكيموتو
يوسكي أكيموتو (秋元羊介 أكيموتو يوسكي) (اسمه الحقيقي يوكيو تاجيكا (田鹿幸雄 تاجيكا يوكيو)) هو ممثل ياباني ولد في 5 فبراير 1944 في طوكيو.

## أدواره في الأنمي

### مسلسلات أنمي تلفزيونية
- المقاتل المتنقل جي جاندام - ماستر آسيا، ستولكر
- البدلة المتنقلة جاندام سيد - سيغل كلاين
- They Are My Noble Masters - الكولونيل
- لاست إكسايل - الدوق مادثين
- غانكوتسوؤو - القاضي فيلفور
- هاجيمي نو إيبو - رئيس شركة تاناكا للنقل
- جانجريف - جيستر
- سلايرز NEXT - سيغرام
- حداد السيف المقدس - هانيبال كويزر
- هيرومان - واتكينز
- NOIR - الجنرال كانورا
- هذا هو سيدي - والد يوشيتاكا ناكاباياشي
- ناروتو شيبودن - دايميو البرق
- حفيد نوراريهيون: عاصمة العفاريت - هيديموتو كيكاين (السابع والعشرين)
- كاراكوري كيدن هيو سنكي - كانبيه
- تيلز أوف ذي أبيس - هينكين
- هاماتورا - غاسكيه
- رد:_هاماتورا - غاسكيه
- بوكيمون - والد سابرينا
- معرض الفن المزيف - بيل ترافرز
- جانسلينجر ستراتوس - موندو ماكابي
- بادي كومبليكس - الملازم ريازان
- فرسان التنكاي - فيليوس (الصوت الأول)

### أنمي الإنترنت
- نينجا سلاير فروم أنيميشن - دراغون غيندوسو

### أوفا أنمي
- البدلة المتنقلة جاندام 0080: حرب في الجيب - ستاينر هاردي

## أدواره في ألعاب الفيديو
- سلسلة كينجدوم هارتس
  - كينجدوم هارتس II - زالدين
  - كينجدوم هارتس 358/2 دايز - زالدين
  - كينجدوم هارتس بيرث باي سليب - ديلان
- تيلز أوف هارتس - تشين
- سلسلة كراش بانديكوت - دكتور نيو كورتيكس
- سلسلة ألعاب إس دي جاندام جي جينيريشن
  - إس دي جاندام جي جينيريشن أوفر وورلد - زينون تيغل

## وصلات خارجية
- يوسكي أكيموتو على موقع IMDb (الإنجليزية)
- يوسكي أكيموتو على موقع ميوزك برينز (الإنجليزية)
- يوسكي أكيموتو على موقع أول موفي (الإنجليزية)
- يوسكي أكيموتو على موقع قاعدة بيانات الفيلم (الإنجليزية)
- يوسكي أكيموتو على موقع كينوبويسك (الروسية)
- يوسكي أكيموتو على موقع ANN person (الإنجليزية)